# Udnie
Udnie est un tableau peint par Francis Picabia en 1913. Cette huile sur toile orphique représente une danseuse en mouvement. Elle est conservée au musée national d'Art moderne, à Paris.

## Expositions
- Salon d'Automne de 1913, Grand Palais, Paris, 1913-1914.
- Le Cubisme, Centre national d'art et de culture Georges-Pompidou, Paris, 2018-2019.